# اوکازاکی یوشیزانه
اوکازاکی یوشیزانه (به ژاپنی: 岡崎 義実 おかざき よしざね); تولد 1112 – ۲ اوت ۱۲۰۰) سامورایی در دوره هی‌آن و دوره کاماکورا، بنیانگذار خاندان اوکازاکی شاخه ای از خاندان میئورا اهل ژاپن بود.
خاندان میئورا ملازمان دیرینه خاندان میناموتو بود و یوشی‌زانه مردی وفادار به این خاندان بود و پس از شکست میناموتو نو یوشیتومو و مرگ در شورش هیجی، او زیارتگاهی برای دعا برای بدنش در کامیا، محل عمارت یوشیتومو در کاماکورا ساخت. او در تشکیل ارتش و لشکر کشی توسط یتیم یوشیتومو، میناموتو نو یوریتومو شرکت کرد و پسر ارشد خود، یوشیتادا را در نبرد ایشیباشیاما از دست داد، اما اغلب بلافاصله پس از لشکرکشی ارتش به یوریتومو کمک کرد و به گوکه‌نین ارتقا یافت. اگرچه سالهای پایانی زندگی سختی داشت، اما در ۸۹ سالگی عمر طولانی داشت. همسر او خواهر سانپی دویی بود و او با خاندان میئورا و همچنین خاندان دویی رابطه نزدیک داشت.